# La Vencedora (Tabasco)
La Vencedora es una localidad del municipio de Huimanguillo ubicado en la subregión de la Chontalpa del estado mexicano de Tabasco.

## Geografía
La localidad de La Vencedora se sitúa en las coordenadas geográficas 18°03′01″N 93°50′25″O / 18.050278, -93.840278, a una elevación de 4 metros sobre el nivel del mar.

## Demografía
Según el Conteo de Población y Vivienda 2020, efectuado por el Instituto Nacional de Estadística y Geografía, la localidad de La Vencedora tiene 833 habitantes, de los cuales 406 son del sexo masculino y 427 del sexo femenino. Su tasa de fecundidad es de 2.55 hijos por mujer y tiene 231 viviendas particulares habitadas.
| Gráfica de evolución demográfica de La Vencedora entre 1930 y 2020 |
|                                                                    |
| INEGI.                                                             |